# Aborto en la Comunidad Valenciana
El aborto en la Comunidad Valenciana o Interrupción Voluntaria del Embarazo (IVE),está regulado desde la aprobación de la Ley orgánica 9/1985, de 5 de julio, por la que se despenaliza en aborto en España. A partir de  entonces, y gracias a las reivindicaciones feministas, se han realizado varias modificaciones a la norma que culminan con la publicación de la nueva Ley orgánica 1/2023, por la que se amplían los derechos sexuales y reproductivos de las mujeres.  Dentro de este marco jurídico, cada comunidad autónoma tiene competencia para la implementación de la ley en su propio sistema sanitario, y de acuerdo con las normativa establecidas por la sanidad pública, existiendo diferencias en la aplicación entre una comunidad y otra a lo largo de su historia.
Desde el período visigodo, el aborto ha estado prácticamente penalizado por ley en la región. Las autoridades religiosas desaprobaron la práctica del aborto en la década de 1850. Si bien el feminismo comenzó a surgir en la región a fines del siglo XIX, los primeros movimientos sufragistas, no tuvieron muy en cuenta el aborto.Cuando Francisco Franco llegó al poder, tras la Guerra civil española, prohibió  tanto la anticoncepción como el aborto.Las feministas y activistas de planificación familiar fueron muy activas en Valencia durante el período de la transición democrática, con el  establecimiento de clínicas, la práctica de abortos clandestinos y los desplazamientos de mujeres al extranjero par poder abortar. El aborto fue despenalizado en España en 1985; y para 1986, la comunidad ya había desarrollado procedimientos y regulaciones sobre el desempeño de las IVE en la comunidad.Valencia fue líder en este sentido, ya que el aborto no pasaría a formar parte de los servicios nacionales de la sanidad pública hasta 2010.En 2005, el Arzobispo de Valencia condenó la legalización del aborto alegando que conduciría al colapso de la democracia española.En 2008, mujeres de Valencia y Madrid fueron denunciadas por realizar abortos ilegales, lo que provocó que miles de mujeres en toda España mostraran su  implicación en abortos ilegales para manifestarles su apoyo.En la década de 2010, y principios de 2020, los objetores de conciencia entre los médicos de la región podían causar problemas a las mujeres al intentar acceder a los procedimientos de IVE. En 2023, el protocolo anticonceptivo de la Comunidad Valenciana consistía en animar a las mujeres a utilizar un método más duradero, como un DIU o un implante, en lugar de píldoras anticonceptivas o preservativos. En ocasiones, estos dispositivos se insertaban inmediatamente después de un aborto.
Existen algunas diferencias en las prestaciones de IVE de una provincia a otra. En 2019 no había ningún hospital de salud pública en las provincias de Alicante y Castellón que realizara abortos, mientras que en la provincia de Valencia tres hospitales realizaron estos procedimientos durante el primer trimestre. En toda la Comunidad Valenciana, catorce centros de salud públicos y trece centros de salud privados realizaron interrupciones voluntarias del embarazo en la región en 2022.

## Contexto nacional
Históricamente, el acceso al aborto en España ha dependido del dominio masculino sobre las mujeres y sus actividades reproductivas. Han utilizado el aborto como un medio para afirmar el control no sólo sobre los cuerpos y la sexualidad de las mujeres, sino también para hacer cumplir las normas culturales de género y los ideales patriarcales en la sociedad en general. Si bien el aborto se utilizó como forma de control de la natalidad en el pasado, demógrafos y sociólogos coinciden en afirmar que en la España contemporánea ya no cumple ese papel.
La legalización del aborto es importante porque reduce las muertes entre mujeres por complicaciones del embarazo y también la mortalidad infantil. En la España de mediados de 1970, los abortos ilegales eran una causa importante de muerte de mujeres entre quince y cuarenta y nueve años. El control de la natalidad tiene una tasa de mortalidad femenina muy por debajo de la de abortos, y es mucho menor que la correspondiente a la mortalidad femenina por abortos ilegales.

### Historia
El Liber Iudiciorum fue una recopilación de leyes visigodas del rey Recesvinto que se promulgó en el año 654. En el Libro VI ya se mencionaba el aborto, el infanticidio y el homicidio; y la pena para quienes provocaban abortos era la muerte. En aquella época, los visigodos controlaban casi toda la actual España, Portugal y Ceuta.
El 24 de enero de 1941 hubo una modificación de la ley en España por la que se consideraba al aborto como un crimen contra el Estado. Esta ley señalaba en parte que “La política demográfica es una de las preocupaciones fundamentales de nuestro Estado. No es concebible una política demográfica eficaz sin abordar el problema de los miles y miles de vidas que se ven frustradas antes de nacer, debido a maniobras criminales. Así lo dice la experiencia y el asesoramiento de los técnicos a través de entidades científicas competentes. Los daños que fueron tan evidentes en épocas anteriores como consecuencia de un sentido materialista de la vida adquirieron características escandalosas durante el régimen republicano, volviéndose aún más escandalosos en aquellas zonas sujetas al dominio del Frente Popular. El Gobierno, consciente de su responsabilidad, decide combatir el delito social que representa el abort    o inducido y que impide nacer a muchos miles de españoles anualmente". Los anticonceptivos fueron ilegales en España durante  todo el período franquista. En 1975, la tasa de mortalidad femenina en España durante el embarazo era de 23 por 100.000 mujeres, una tasa similar a la de otros países occidentales industrializados donde el aborto era ilegal.
El aborto fue despenalizado en el Código Penal en 1985 en tres supuestos: por motivos terapéuticos, por motivos eugenésicos y en caso de violación previa denuncia policial. El aborto sólo era legal en estos casos antes de la semana 22, semana 22 y semana 12 respectivamente. La ley del aborto en España de 1985 exigía que cada vez que un centro de salud realizara un aborto, informara al Ministerio de Sanidad de España. Los datos que se debían reportar incluían la provincia donde se había realizado el aborto y también los de la localidad donde residía la mujer que había abortado. Si bien el aborto fue despenalizado en la ley española en 1985, no se convirtió en una prestación de la sanidad pública hasta el cambio en la ley de 2010. Como resultado, durante el período entre 1985 y 2010, casi todos los abortos se realizaron en clínicas privadas. El coste de una interrupción voluntaria del embarazo rondaba las 30.000 pesetas
La Ley de Salud Sexual y Reproductiva y de Interrupción Voluntaria del Embarazo fue reformada en mayo de 2022 en diferentes puntos: se planteó la falta de instalaciones, especialmente públicas, que prestaran atención a las IVE en provincias que carecían de ellas, lo que obligaba a las mujeres de esas localidades a viajar a otras provincias o regiones para poder acceder a ese servicio.Además trataba de proteger a las mujeres que acudían a centros de salud para someterse a procedimientos de IVE del acoso de grupos antiabortistas.
En febrero de 2023, una sentencia del Tribunal Constitucional reconoce a las mujeres el derecho a decidir libremente sobre la continuación de su embarazo durante las primeras catorce semanas de gestación. El caso fue llevado originalmente a los tribunales por el Partido Popular en 2010, después de que el PSOE aclarara y liberalizara las leyes sobre el aborto.

### Situación jurídica
La ley sobre el aborto se modificó en 2010 para permitir a las mujeres abortar libremente hasta la decimocuarta semana de embarazo sin justificación. Desde la semana catorce a la veintiuna, solo era posible practicar un aborto si existía una razón médica para ello, como el riesgo de salud por embarazo de la madre. A partir de la semana veintidós, la realización de abortos solo será posible si se detectan anomalías fetales que sean incompatibles con la vida fuera del útero,según ratificación del Tribunal Constitucional  en febrero de 2023.
En España se defiende que los servicios de interrupción voluntaria del embarazo en la sanidad pública sean gratuitos, incluyendo los servicios de aborto prestados en clínicas privadas tras derivaciones de médicos de la salud pública. Esto se debe a que los costes de las IVE están cubiertos por la sanidad pública autonómica bajo la dirección del Servicio Nacional de Salud de España.Sin embargo, la implementación de las leyes sobre el aborto se deja en gran medida a cargo de las autoridades sanitarias comunitarias.

## Evolución en la Comunidad Valenciana

### España delsigloXIX(1810-1874)
En Valencia, en la década de 1850, las autoridades eclesiásticas solo consideraban que un aborto consentido ocurría si la mujer realmente cumplía y abortaba al feto. En este caso, se veía como un aborto procurado, no solo le afectaba a ella, sino también a cualquier persona que la hubiera influido para tomar esa decisión o estuviera involucrada en ayudarla a conseguir y realizar el aborto.
El Código Penal de 1870 trataba el aborto desde su artículo 425 hasta el 428. El aborto entonces, no solo afectaba a las mujeres que participaban en intervenciones voluntarias de su embarazo, sino también en la violencia ejercida contra las mujeres, donde se quitaba la vida al feto en contra de la voluntad de la embarazada. Cuando los hombres tenían previsto deshacerse del feto ejerciendo la violencia, el castigo era más severo que si la violencia contra la mujer diera como resultado la interrupción accidental de su embarazo. La ley también incluía castigos para los médicos que practicaban abortos y contra los farmacéuticos que proporcionaban medicamentos que sabían darían lugar a la interrupción de un embarazo. Hubo hombres en la comunidad valenciana que fueron juzgados y procesados en este período por participar en actos de violencia contra las mujeres que desencadenaron abortos y, en algunos casos, acabaron con su vida. Un ejemplo fue el caso de Vicente Garrigues Paula durante la Restauración borbónica. Fue condenado a muerte por la Audiencia Penal de Valencia en marzo de 1892 por el delito de homicidio y aborto por asesinato de su mujer y del feto en febrero de 1892. La pena de muerte fue posteriormente conmutada por el gobierno de Madrid en octubre de 1892.

### Restauración borbónica (1873-1923)
En la década de 1910 comenzaron a surgir grupos feministas seculares en algunas ciudades como Valencia, Barcelona y Málaga. Sus principales objetivos eran dar a las mujeres más autonomía en la vida política, cultural y económica española. La exigencia del sufragio femenino se sumó a sus demandas a partir de 1919. Estas mujeres encontraron mucha resistencia por parte de los hombres que ejercían el poder en distintos ámbitos de la sociedad española.

### España franquista (1939-1975)

#### Enjuiciamiento por aborto
Durante los últimos cinco años de la dictadura de Franco, se abrieron procesos penales semiregulares contra las mujeres acusadas de realizar abortos ilegales. Las diligencias previas fueron más habituales en la provincia de Alicante mientras que en la provincia de Valencia se dieron más los sumarios de emergencia, ordinarios y otros del Título IV de la Ley de Enjuiciamiento Criminal.En 1971 la provincia de Alicante ocupó la cuarta posición en cuanto a las diligencias previas iniciadas por el delito de aborto, con seis casos, uno más que Orense que ocupó el quinto lugar, y dos menos que Asturias, clasificada  en tercer lugar. El año siguiente, Alicante ocupó el segundo puesto detrás de Madrid en esa categoría con diez diligencias previas.En 1974 la provincia de Valencia y León quedaron igualadas, en quinto lugar, con el mayor número de sumarios urgentes, ordinarios y otros del Título IV de la Ley de Enjuiciamiento Criminal por el delito de aborto, con seis sumarios, justo por detrás de Asturias en cuarto lugar con siete. Las provincias de Valencia, Sevilla y Barcelona ocuparon el quinto lugar con tres sumarios más urgentes, ordinarios y otros del Título IV de la Ley de Enjuiciamiento Criminal por el delito de aborto con tres cada uno.
| Lugar     | Lugar    | Años | Años | Años | Años | Años | Años  |
| Provincia | Región   | 1971 | 1972 | 1973 | 1974 | 1975 | Total |
| --------- | -------- | ---- | ---- | ---- | ---- | ---- | ----- |
| Alicante  | Valencia | 6    | 10   | 0    | 1    | 2    | 19    |
| Castellon | Valencia | 2    | 3    | 0    | 0    | 0    | 5     |
| Valencia  | Valencia | 0    | 0    | 0    | 0    | 0    | 0     |
| España    | España   | 90   | 110  | 147  | 82   | 173  | 605   |

| Lugar     | Lugar    | Años | Años | Años | Años | Años | Años  |
| --------- | -------- | ---- | ---- | ---- | ---- | ---- | ----- |
| Provincia | Región   | 1971 | 1972 | 1973 | 1974 | 1975 | Total |
| Alicante  | Valencia | 0    | 0    | 6    | 2    | 0    | 8     |
| Castellon | Valencia | 0    | 2    | 1    | 1    | 0    | 4     |
| Valencia  | Valencia | 1    | 1    | 7    | 6    | 3    | 18    |
| España    | España   | 122  | 157  | 145  | 112  | 66   | 602   |

### Transición democrática (1975-1982)
La Coordinadora de Mujeres del País Valenciano, creada a raíz de unas  jornadas celebradas en Barcelona en octubre de 1976, contaba con setenta grupos feministas de diferentes alineaciones de izquierda en 1977. Las primeras actividades de la Coordinadora en 1976 representaron una profunda ruptura con el régimen franquista. Su relación con el feminismo concentraba las demandas de las mujeres por la igualdad de derechos, la legalización del divorcio, la despenalización del adulterio, los anticonceptivos y el aborto como uno de sus principales  objetivos.El 22 de enero de 1976, una agrupación de diez mujeres, entre las se encontraba la psicóloga Pesen Sáez de Descatllar, fundó en Valencia el grupo Terra. Provenientes de un entorno feminista radical, el desarrollo de su activismo englobaba la maternidad, el aborto y la menstruación. La mayoría de ellas  habían formado parte originalmente de plataformas anticapitalistas, incluidas en el feminismo italiano de la diferencia discutida en obras como Escupamos sobre Hegel de Carla Lonzi. El 21 de septiembre de 1976 celebraron una reunión para discutir el manifiesto publicado por la organización feminista  Redstockings, con sede en Estados Unidos. Como resultado de ese encuentro, decidieron centrar su trabajo en mejorar las relaciones entre las mujeres y analizar su sexualidad como eje primario de la opresión contra las  propias mujeres. Tras este primer encuentro se establecieron reuniones periódicas.
El Movimiento de Liberación del Aborto y Contracepción (MLAC) trabajó para capacitar a personas en Valencia sobre la realización de abortos clandestinos desde 1976 hasta 1979. También ayudaban a las mujeres a contactar con personas que podían realizar abortos clandestinos.En 1979 hubo un grupo llamado "El Grupo de Valencia". Este grupo estaba formado por dos mujeres y dos hombres que se trasladaron de Valencia a Sevilla ese mismo año con el propósito de realizar procedimientos de aborto que habían aprendido en Valencia del activismo feminista y  del médico ginecólogo Pere Enquix. De esta manera, el uno de enero de 1980 se inauguró el Centro de Planificación Familiar "Los Naranjos".
La Asamblea de Mujeres de Valencia fue un grupo con sede en la Librería la Dona de la ciudad creado a finales de los años 1970. Entre sus integrantes estaban Consuelo Catalá y Carmen Alborch. Uno de los temas que se discutían en el grupo de autoconocimiento era el del aborto.
En noviembre de 1979, desde el Centro de Estudios Constitucionales se llevó a cabo una encuesta de opinión pública, con un seguimiento en diciembre de 1979. Los resultados obtenidos tras la pregunta "¿Crees que debería permitirse el aborto en España?", fueron los siguientes: del total de los  390 encuestados  de Asturias, Cantabria, Navarra, las dos Castillas, Aragón, Baleares, Murcia, Valencia, Extremadura y La Rioja, que no estaban agrupados por sus respectivas comunidades, el 29% respondió que no; un 38% contestó que sí, si había peligro para la vida de la madre; el 12% respondió que no, si había alguna anomalía fetal; el 14% dijo que sí, por libre decisión, y el 7% no respondió. En la encuesta también se preguntaba "¿Está usted a favor o en contra de que se legalice el aborto en España?". Del total de 390 encuestados nacionales de Asturias, Cantabria, Navarra, las dos Castillas, Aragón, Baleares, Murcia, Valencia, Extremadura y La Rioja que no estaban agrupados por sus respectivas comunidades, el 19% estaba a favor; el 68% dijo estar en contra; un 9% no sabía y el 5% no quiso responder. Estos resultados se pueden comparar con los totales nacionales donde el 27% dijo estar a favor, el 60% se opuso, el 8% no sabía y el 5% no respondió.

#### Elecciones generales españolas de 1977
Las elecciones generales españolas de 1977 se celebraron el 15 de junio de 1977 y los elegidos fueron vistos como parte del organismo de transición mientras España trabajaba para convertirse en una democracia. A la circunscripción de Valencia se le asignaron quince escaños en el Congreso de Diputados.
En 1977, la Coordinadora de Mujeres del País Valenciano trabajó para coordinar campañas relacionadas con la legalización de la anticoncepción, el aborto, el adulterio y el divorcio. Algunas de las mujeres del grupo eran militantes del Movimiento Comunista, mientras que otras eran miembros del Partido Socialista del País Valenciano y de otros partidos y organizaciones socialistas. Muchas de las mujeres del grupo discrepaban con los partidos políticos de izquierda, ya establecidos, por no incluir una perspectiva de género en sus plataformas electorales de 1977 y por no abordar cuestiones como el aborto.

#### Arrestos y procesamientos por aborto
El 28 de julio de 1981, el médico ginecólogo Pere Enguix, del Grupo Acuario, se presentó en una comisaría de Valencia después de que la policía solicitara su detención por realizar tres abortos. No habían podido arrestar a Enguix antes porque se encontraba en el extranjero. Ese mismo año también fue detenido Jamie Carvallo, vinculado al Centro de Planificación Familiar "Los Naranjos" de Sevilla. En ese momento contaba con dos clínicas de planificación familiar en Valencia y Denia, y le acusaban de realizar abortos ilegales.

#### Las 11 de Basauri
La sentencia judicial de las 11 de Basauri movilizó a feministas en toda España. Esto llevaría a las mujeres de la Comunidad Valenciana a intentar cambiar las leyes nacionales y abrir un debate en la sociedad española sobre si, legalmente, los embriones deberían tener los mismos derechos que las mujeres, que cuentan con derechos reconocidos constitucionalmente. Numerosos grupos feministas de toda España, incluidas las mujeres de Valencia, apoyaron con manifestaciones a las mujeres procesadas en el juicio de las 11 de Basauri.
El sindicato Comisiones Obreras (CC OO) en Valencia ayudó a las mujeres de la organización a movilizarse en defensa de las once mujeres  juzgadas por abortar en Bilbao. Los grupos feministas tuvieron que ejercer una enorme presión sobre el sindicato en 1979 para conseguir que aceptaran ofrecer apoyo a las acusadas. Hasta entonces, nunca se había hablado abiertamente del aborto en la organización sindical.

#### Día Internacional de la Mujer
Como parte de las actividades del Día Internacional de la Mujer del 8 de marzo en Valencia en 1977, la Coordinadora de Mujeres del País Valenciano exigió amnistía para las mujeres condenadas por el régimen de Franco por delitos específicos de género, como haber abortado, cometer adulterio o utilizar anticonceptivos. Las mujeres querían realizar una protesta el 8 de marzo, pero se les prohibió hacerlo tanto en 1977 como en 1978. A pesar de la prohibición, mantuvieron los encuentros, donde se enfrentaron con la policía, ya que hasta 1979 no se les concedió permiso para realizar una marcha con motivo del Día Internacional de la Mujer.La celebración de esta marcha les dio motivos para sentirse optimistas y pensar que el cambio era posible. El aborto legal, la  igualdad salarial y el derecho de las mujeres a decidir sobre sus propios cuerpos fueron alguna de las demandas que se plantearon en la protesta de ese año.

#### Estadísticas
En 1978, entre las mujeres casadas de las Islas Baleares, Valencia, Murcia y la Provincia de Albacete, el 48% nunca había utilizado métodos anticonceptivos y el 83% no tenía hijos.

### Felipe González (1982-1996)
Uno de los principales hitos del derecho al aborto en la era de Felipe González fue la legalización del aborto en toda España en 1985.
En el período comprendido entre 1982 y 1985, se celebraron en España una serie de congresos, jornadas y otros encuentros para abordar el tema de la sexualidad y la salud de las mujeres desde una perspectiva feminista. El surgimiento de estas reuniones tuvo lugar en un contexto político donde el PSOE había ganado las elecciones generales españolas en octubre de 1982. Su victoria dio a las feministas, y a otras personas del sector de la planificación familiar, la esperanza de que la liberalización relacionada con los abortos y la anticoncepción se produciría en España con el nuevo gobierno de izquierda. Entre las actividades realizadas en este período estuvieron las III Jornadas de Sexualitat en Valencia , y la  I jornada sobre Sexualitat en un Mon en Canvi, en Castellón en 1985.
A partir de 1982, el Grupo Acuario comenzó a realizar partos en el agua para brindar atención médica a mujeres en trabajo de parto. El esfuerzo por utilizar este tipo de método de parto fue impulsado por Vita Arrufat.En respuesta a ese y otros trabajos que se estaban realizando relacionados con el parto, se abrieron por esa época dos centros de maternidad en la Comunidad Valenciana. En 1985, el Gobernador Civil de Alicante ordenó una investigación sobre el doctor Pere Enguix y la clínica que regentaba en Denia.Otra detención de Pere Enguix, afiliado al Grupo Acuario, tuvo lugar en 1983 en Valencia, donde fue acusado de realizar abortos en su centro, junto con otras dos clínicas de Castellón y Alicante.
El colectivo feminista Mujeres para la Salud fue creado en la Comunidad Valenciana en 1983 por doce mujeres valencianas. Entre ellas estaban Elvira Vázquez, María Huertas, Fina Sanz, Fina Muñoz, Presentación Sáenz, y dos mujeres más (una llamada Marina y otra Amparo). Sus primeras reuniones se llevaron a cabo en la Clínica del Mar antes de trasladarse a un lugar que les proporcionó la Dirección General de Asuntos de la Mujer. El conocimiento y su trabajo en temas de aborto las llevarían más tarde a fundar la Clínica la Paz. Fina Sanz fue una de las grandes impulsoras de la acción del grupo.
Los primeros experimentos con la píldora abortiva Mifepristone en España comenzaron en el Hospital General de Valencia en 1987. Posteriormente se permitiría su distribución en hospitales de toda España en el año 2000.
En 1989 se registraron 5.411 abortos en la Comunidad Valenciana. Hubo indicios de que las mujeres de cuarenta a cuarenta y cuatro años eran más laxas en el uso de anticonceptivos en comparación con otros grupos de edad en la región entre 1990 y 1995. Esto se debe a que la diferencia en el porcentaje de embarazos que terminaron en abortos aumentó más del treinta por ciento.

#### Legalización del aborto en 1985
El aborto fue despenalizado por primera vez en el Código Penal de España, en 1985, en tres supuestos: por motivos terapéuticos, por motivos eugenésicos y en caso de violación, previa denuncia policial. El aborto sólo se consideraba legal en estos casos antes de la semana 22, semana 22 y semana 12 respectivamente.
La ley de aborto de España de 1985 exigía que cada vez que un centro de salud realizara un aborto, informara al Ministerio de Salud. Los datos que debía reportar incluían la provincia donde se había realizado el aborto y la provincia donde residía la mujer que había abortado.

#### Legislación sobre el aborto en la Comunidad Valenciana
Durante el gobierno de Felipe González entraron en vigor en la Comunidad Valenciana una serie de leyes, resoluciones y órdenes ejecutivas regionales relacionadas con el aborto de alguna manera, que iban desde ofrecer servicios de planificación familiar, proporcionar a las mujeres información sobre las opciones de aborto y conceder tiempo libre a las mujeres en el trabajo para realizar un procedimiento de IVE.
El Decreto 149/1986 fue una norma aprobada en 1986 relativa a la prestación de servicios de salud familiar y sexual en la región. El artículo 3 del decreto trataba de la acreditación de los establecimientos que practicaban abortos. La región valenciana fue una de las primeras en desarrollar un marco regulatorio dentro de la sanidad pública. La Orden de 26 de diciembre de la Consejería de Sanidad y Consumo entró en vigor en 1989. Precisaba que la comunidad proporcionaría a las mujeres una guía sobre cómo abortar en la región.La Orden de 30 de enero de 1991 estableció servicios de planificación familiar en la salud regional, especificando que era un servicio especializado. El objetivo era ayudar a prevenir problemas de salud como resultado de un aborto y abordar la demanda de servicios de IVE en la región. La Resolución de 31 de mayo 1995 sobre Personal laboral de la Generalidad otorgó a las mujeres que trabajaban para el gobierno regional seis días de tiempo libre remunerado para poder acceder a servicios de aborto. Aproximadamente entre 1989 y 2002, el Servicio Valenciano de Salud tuvo convenios con clínicas privadas de aborto donde pagaban los abortos de las mujeres de la comunidad.

##### Estadísticas
| Año                  | 1987               | 1987             | 1987                   | 1990               | 1990             | 1990                   | 1995               | 1995             | 1995                   | Ref    |
| CCAA                 | Tasa de fertilidad | Tasa de embarazo | % abortos por embarazo | Tasa de fertilidad | Tasa de embarazo | % abortos por embarazo | Tasa de fertilidad | Tasa de embarazo | % abortos por embarazo | Ref    |
| -------------------- | ------------------ | ---------------- | ---------------------- | ------------------ | ---------------- | ---------------------- | ------------------ | ---------------- | ---------------------- | ------ |
| Andalucía            | 23.99              | 24.34            | 0.77                   | 180.03             | 19.16            | 5.26                   | 12.48              | 16.50            | 24.00                  | [ 75 ] |
| Aragon               | 9.54               | 10.09            | 4.99                   | 7.47               | 10.24            | 26.85                  | 3.94               | 8.70             | 54.40                  | [ 75 ] |
| Asturias             | 16.73              | 21.11            | 20.63                  | 11.86              | 19.83            | 40.07                  | 6.86               | 13.40            | 48.47                  | [ 75 ] |
| Balearic Islands     | 18.32              | 19.07            | 3.70                   | 15.13              | 19.03            | 20.33                  | 9.26               | 14.32            | 35.37                  | [ 75 ] |
| Cantabria            | 12.13              | 13.88            | 12.27                  | 10.17              | 14.19            | 28.32                  | 4.80               | 7.95             | 39.02                  | [ 75 ] |
| Castilla-La Mancha   | 12.49              | 13.60            | 7.70                   | 11.29              | 13.78            | 17.71                  | 7.65               | 10.48            | 26.50                  | [ 75 ] |
| Castilla y León      | 13.34              | 15.38            | 12.88                  | 9.85               | 15.33            | 35.30                  | 5.63               | 9.73             | 41.97                  | [ 75 ] |
| Cataluña             | 10.61              | 10.87            | 1.91                   | 7.56               | 11.50            | 339.91                 | 4.83               | 11.22            | 56.83                  | [ 75 ] |
| Comunidad Valenciana | 12.24              | 14.74            | 16.85                  | 9.63               | 14.17            | 31.65                  | 6.25               | 10.78            | 41.86                  | [ 75 ] |
| Extremadura          | 24.22              | 25.01            | 2.94                   | 18.06              | 19.41            | 6.75                   | 11.63              | 15.00            | 22.15                  | [ 75 ] |
| Galicia              | 23.14              | 23.83            | 2.47                   | 15.71              | 17.06            | 7.48                   | 8.04               | 11.04            | 26.74                  | [ 75 ] |
| Madrid               | 10.68              | 14.10            | 23.88                  | 7.35               | 11.65            | 36.71                  | 4.42               | 9.01             | 50.85                  | [ 75 ] |
| Murcia               | 23.42              | 24.19            | 2.73                   | 18.90              | 20.48            | 7.20                   | 12.77              | 15.85            | 19.13                  | [ 75 ] |
| Navarra              | 7.48               | 9.63             | 22.39                  | 6.19               | 8.15             | 24.10                  | 3.29               | 4.46             | 25.00                  | [ 75 ] |
| País Vasco           | 6.86               | 8.02             | 13.92                  | 4.60               | 7.10             | 34.97                  | 2.66               | 4.75             | 43.72                  | [ 75 ] |
| La Rioja             | 11.28              | 12.77            | 10.83                  | 7.68               | 9.99             | 22.11                  | 3.75               | 6.89             | 45.59                  | [ 75 ] |

| Rango de edad | Año                  | 1987               | 1987             | 1987                   | 1990               | 1990             | 1990                   | 1995               | 1995             | 1995                   | Ref    |
| Rango de edad | CCAA                 | Tasa de fertilidad | Tasa de embarazo | % abortos por embarazo | Tasa de fertilidad | Tasa de embarazo | % abortos por embarazo | Tasa de fertilidad | Tasa de embarazo | % abortos por embarazo | Ref    |
| ------------- | -------------------- | ------------------ | ---------------- | ---------------------- | ------------------ | ---------------- | ---------------------- | ------------------ | ---------------- | ---------------------- | ------ |
| 15-19         | Comunidad Valenciana | 12.24              | 14.74            | 16.85                  | 9.63               | 14.17            | 31.65                  | 6.25               | 10.78            | 41.86                  | [ 75 ] |
| 15-19         | España               | 15.97              | 17.36            | 7.57                   | 11.93              | 15.07            | 20.44                  | 7.64               | 12.10            | 36.64                  | [ 75 ] |
| 20-24         | Comunidad Valenciana | 57.98              | 64.29            | 9.47                   | 46.99              | 57.27            | 17.49                  | 24.99              | 33.28            | 24.59                  | [ 75 ] |
| 20-24         | España               | 61.42              | 67.16            | 4.63                   | 50.48              | 75.01            | 11.10                  | 28.23              | 36.52            | 22.42                  | [ 75 ] |
| 25-29         | Comunidad Valenciana | 117.53             | 122.89           | 3.98                   | 109.69             | 117.87           | 6.64                   | 83.46              | 90.25            | 7.26                   | [ 75 ] |
| 25-29         | España               | 111.16             | 114.30           | 2.31                   | 102.38             | 108.07           | 4.94                   | 80.43              | 87.55            | 7.87                   | [ 75 ] |
| 30-34         | Comunidad Valenciana | 71.59              | 76.84            | 6.49                   | 76.46              | 83.81            | 8.32                   | 84.15              | 90.07            | 6.23                   | [ 75 ] |
| 30-34         | España               | 73.70              | 76.41            | 3.08                   | 76.35              | 81.47            | 5.92                   | 84.18              | 90.25            | 6.43                   | [ 75 ] |
| 35-39         | Comunidad Valenciana | 28.16              | 32.13            | 11.76                  | 26.05              | 32.21            | 18.72                  | 28.65              | 33.42            | 13.88                  | [ 75 ] |
| 35-39         | España               | 30.26              | 32.27            | 5.52                   | 28.00              | 32.20            | 12.61                  | 31.42              | 36.16            | 12.73                  | [ 75 ] |
| 40-44         | Comunidad Valenciana | 7.70               | 9.58             | 18.93                  | 6.60               | 8.39             | 32.51                  | 5.05               | 7.28             | 30.11                  | [ 75 ] |
| 40-44         | España               | 7.90               | 8.81             | 9.03                   | 5.80               | 7.75             | 24.22                  | 5.15               | 7.43             | 29.99                  | [ 75 ] |

### José María Aznar (1996-2004)
Durante el gobierno de Aznar hubo casos aislados en algunas regiones y en algunos sectores de España donde se establecieron acuerdos para conceder a las trabajadoras tiempo libre para obtener y recuperarse de una IVE. Esto ocurrió en 1997 en la Comunidad Valenciana con el Convenio Colectivo del Personal Laboral de las Universidades de la Comunitat Valenciana, Resolución de 10 de febrero de 1997. Esta resolución permitía a las mujeres que trabajaban en universidades tres días de licencia para abortar si de otro modo no eran elegibles para la incapacidad temporal. Este fue el segundo acuerdo de este tipo en la región, con la Resolución de 31 de mayo 1995 sobre Personal laboral de la Generalidad que entró en vigor dos años antes para las mujeres que trabajaban en el gobierno autonómico.
En España existían tres prácticas de dosificación estándar para el Misoprostol a finales de la década de 1990. La primera, con la mayor tasa de éxito de entre noventa y siete y noventa y ocho por ciento, fue una dosis de 600 μg seguida de una dosis de 400  administrada por vía oral entre 36 y 48 horas después. Esta dosificación solo se realizaba hasta la semana siete, aunque en Inglaterra en ese momento se usaba hasta las nueve semanas. El segundo uso estándar del medicamento fue combinar 800 μg de Misoprostol administrado vaginalmente con 50 mlg de metotrexato administrado por vía oral. El tercero fueron 800 μg administrados por vía vaginal una vez al día durante un máximo de tres días. Cuando se utiliza de esta manera, tiene una tasa de éxito de entre el noventa y el noventa y dos por ciento. Era la más barata de las tres opciones de aborto farmacológico disponibles en ese período. Este protocolo todavía estaba vigente en 2015. En 1997, el Tribunal Superior de Justicia de la Comunidad Valenciana dictaminó el uso legal de Misoprostol para fines de aborto, afirmando en su fallo que el medicamento era algo bueno y positivo para la salud de la mujer. Este fallo tuvo implicaciones a nivel nacional.
El plan de salud de la región 2000-2004 no mencionaba el aborto. El plan 2000-2004 hacía referencia al aborto sólo en el contexto de su plan de salud sexual y reproductiva en términos de prevención de embarazos no deseados.En 2002, la mayoría de los abortos realizados en la región, el 98%, fueron realizados por mujeres que declararon que existía un riesgo psicológico para la madre de continuar con el embarazo.
Los derechos médicos legales de los menores se abordaron en la ley regional en 2003. La Ley 1/2003, de 28 de enero, de derechos e información al paciente, de la Generalidad Valenciana en el artículo 17 concede a los menores de 16 años y a las personas emancipadas la posibilidad de emitir directivas médicas anticipadas.
En 2003, el gobierno regional intentó aumentar el número de abortos realizados en establecimientos de salud públicos. Esto resultó en gran medida infructuoso: sólo el 7,2% de los abortos en 2007 ocurrieron en clínicas de salud pública.
| Año  | Lugar                  | Total de establecimientos de salud públicos autorizados que realizan trámites de IVE | Total de clínicas privadas IVE autorizadas | Total de centros de aborto | Ref    |
| ---- | ---------------------- | ------------------------------------------------------------------------------------ | ------------------------------------------ | -------------------------- | ------ |
| 2003 | Provincia de Alicante  |                                                                                      | 1 gratis con derivación de salud pública   |                            | [ 84 ] |
| 2003 | Provincia de Castellón |                                                                                      | 0 gratis con derivación de salud pública   |                            | [ 84 ] |
| 2003 | Provincia de Valencia  |                                                                                      | 0 gratis con derivación de salud pública   |                            | [ 84 ] |

### José Luis Rodríguez Zapatero (2004-2011)
La sanidad pública de Valencia cubrió el coste de los procedimientos de IVE en clínicas privadas en 2005, pero una disputa por el impago por parte de una clínica de Alicante dejó a las mujeres sin una opción financiada con fondos públicos durante un tiempo.En 2006, el 40% de los abortos en la región fueron pagados con fondos públicos. Esta cifra cayó al 30% en 2007, debió en parte al hecho de que hubo menos establecimientos de salud pública que realizaran IVE. El plan de salud de la región 2005-2008 no mencionaba el aborto. Sólo se mencionó tangencialmente en relación con la promoción de la maternidad en su programa de atención a jóvenes.
En 2005, los arzobispos de Madrid, Toledo y Valencia denunciaron lo que consideraban una "cultura laica" y un "fraude" que "lleva a la desesperación mediante el aborto, el divorcio exprés y las ideologías que pretenden manipular la educación de la juventud". Predijeron que estas cosas conducirían al colapso de la democracia en España.
Las feministas se movilizaron de nuevo para defender el derecho al aborto de las mujeres en la Comunidad Valenciana en 2008. Women on Waves, una organización holandesa a favor del aborto, llegó al puerto de Valencia en 2008 para exigir la liberalización de las leyes de aborto en España. Los médicos del grupo también llevaron su barco a aguas internacionales frente a las costas de Valencia donde realizaron procedimientos IVE a mujeres españolas que los necesitaban. Miles de mujeres se autoincriminaron en 2008 por haber abortado "fuera de la ley" en centros de salud privados, con el fin de forzar un cambio en la ley. Estas acciones se produjeron después de que varias mujeres de Valencia y Madrid y varios centros sanitarios privados fueran denunciados por practicar o realizar abortos ilegales.
El Partido Popular, que encabezaba el gobierno regional en 2008, intentaba fomentar la privatización de los procedimientos de aborto y seguir alejándolos de los centros de salud públicos. En ese momento, poco más del diez por ciento de los procedimientos de IVE en la región se realizaban en hospitales públicos.En 2010, las mujeres en España a veces tenían que esperar mucho tiempo desde su primera cita hasta poder abortar. En general, este no era el caso en la Comunidad Valenciana, donde las mujeres podían obtener una IVE al cabo de una semana de su primera cita. A pesar del proceso relativamente rápido, en 2010 las mujeres que buscaban un procedimiento de IVE debían recibir por ley la entrega de un sobre informativo que incluía información sobre cómo hacerse una ecografía 3D.
| Año  | Lugar                  | Total de establecimientos de salud públicos autorizados que realizan trámites de IVE | Total de clínicas privadas IVE autorizadas                                                                       | Total de centros de aborto                               | Ref    |
| ---- | ---------------------- | ------------------------------------------------------------------------------------ | --- | -------------------------------------------------------- | ------ |
| 2004 | Provincia de Alicante  |                                                                                      | 1 gratis con derivación de salud pública                                                                         |                                                          | [ 90 ] |
| 2004 | Provincia de Castellón |                                                                                      | 0 gratis con derivación de salud pública                                                                         |                                                          | [ 90 ] |
| 2004 | Provincia de Valencia  |                                                                                      | 0 gratis con derivación de salud pública                                                                         |                                                          |        |
| 2005 | Provincia de Alicante  | 3                                                                                    | 6 total 1 de la semana 12 a la semana 22 / durante el segundo trimestre 1 gratis con derivación de salud pública |                                                          | [ 90 ] |
| 2005 | Provincia de Castellón |                                                                                      | 0 gratis con derivación de salud pública                                                                         | 0 después de la semana 13 / inicio del segundo trimestre | [ 90 ] |
| 2005 | Provincia de Valencia  |                                                                                      | 0 gratis con derivación de salud pública 1 de la semana 12 a la semana 22 / durante el segundo trimestre         | 1 después de la semana 13 / inicio del segundo trimestre | [ 90 ] |
| 2005 | Comunidad Valenciana   |                                                                                      | 15 up to week 12 / end of first trimester                                                                        |                                                          | [ 90 ] |
| 2006 | Provincia de Alicante  |                                                                                      | 1 gratis con derivación de salud pública                                                                         |                                                          | [ 90 ] |
| 2006 | Provincia de Castellón |                                                                                      | 0 gratis con derivación de salud pública                                                                         |                                                          | [ 90 ] |
| 2006 | Provincia de Valencia  |                                                                                      | 0 gratis con derivación de salud pública                                                                         |                                                          | [ 90 ] |
| 2007 | Provincia de Alicante  |                                                                                      | 1 gratis con derivación de salud pública                                                                         |                                                          | [ 90 ] |
| 2007 | Provincia de Castellón |                                                                                      | 0 0 gratis con derivación de salud pública                                                                       |                                                          | [ 90 ] |
| 2007 | Provincia de Valencia  |                                                                                      | 0 gratis con derivación de salud pública                                                                         |                                                          | [ 90 ] |

#### Estadísticas
Según las estadísticas oficiales, en 2005 se realizaron 9.257 abortos en la Comunidad Valenciana. La tasa fue de 9,1 abortos por cada 1.000 mujeres residentes de entre quince y cuarenta y cuatro años. El 90,86% de los abortos ocurrieron en el primer trimestre. El 25,81% de las mujeres que abortaron ese año tenían entre veinte y veintinueve años. El 13,91% tenía menos de veinte años. El 48,59% de las mujeres no tuvo hijos mientras que el 43,22% tuvo uno o dos hijos. La mayoría de las mujeres, el 74,26%, nunca antes había tenido un aborto mientras que el 18,13% había tenido un aborto antes. El 33,29% de las mujeres había visitado previamente una clínica de planificación familiar antes de abortar.
El número de embarazos entre niñas adolescentes de la región que terminaron en aborto en 2005 estuvo entre un cuarenta y un cincuenta por ciento en comparación con los embarazos que terminaron en nacimientos vivos. En 2005, la razón citada para más del 95% de los abortos realizados en la región fue la salud materna. En 2006, 621 menores de edad residentes en la región abortaron. Esto representó el 6,07% de todos los abortos realizados por mujeres que vivían en la región ese año. En 2007 se realizaron en la Comunidad Valenciana 10.780 IVE. De ellas, 1.646 fueron a mujeres y niñas menores de 20 años. El total regional supuso un incremento del 8,1% respecto a 2006. En 2007, el perfil más habitual de las mujeres que abortaban en la región era de edades entre 20 y 24 años, solteras y con empleo. Una de cada cinco de estas mujeres había abortado anteriormente. En 2008, el 10,4% de las IVE realizadas en la Comunidad Valenciana tuvieron lugar en hospitales públicos. En 2009, la Comunidad Valenciana tuvo una de las tasas más altas de abortos por cada 1.000 mujeres de 15 a 44 años. La tasa fue de 9,99 abortos por cada 1.000 mujeres. En 2009, un 52% de mujeres de la Comunidad Valenciana que iniciaron el proceso para abortar y conocer sus opciones de aborto lo hicieron en un centro de salud pública. Para ese mismo año el promedio nacional fue un 43%.

#### Reforma de la ley nacional de aborto de 2010 y consecuencias regionales
Las propuestas del PSOE en el período comprendido entre 2008 y 2010 incluyeron aquellas relacionadas con la salud reproductiva de las mujeres y su derecho al aborto, con el fin de aprobar una revisión de la ley de aborto de 1985 en el Congreso de Diputados. La revisión habría dado a las mujeres la posibilidad de abortar basándose en la libertad de decisión y no les habría exigido que cumplieran condiciones específicas.En 2009, el gobierno socialista comenzó a liberalizar las leyes sobre el aborto y presentó una nueva ley al Congreso de Diputados para ampliar los servicios de IVE  hasta la decimocuarta semana. El gobierno no logró reducir la edad de consentimiento para el aborto a  los 16 años, aunque  el proyecto de ley establecía que las adolescentes  de 16 y 17 años, no necesitaban el debían informar a sus padres, no necesitan su consentimiento, para abortar, excepto si proviene de un hogar abusivo y esas noticias causarían más conflictos.
En 2009, la diputada del PP Ángela Barceló pidió a la Iglesia católica que no se involucrara en las discusiones sobre el aborto porque no es un tema religioso sino de salud pública que debe ser manejado por profesionales médicos. Al mismo tiempo, también defendió los derechos de los objetores de conciencia en la sanidad pública.
A pesar de que el artículo 17.4 de la ley nacional de aborto en España establece la necesidad de ser informada de las consecuencias médicas, psicológicas y sociales de someterse a un aborto, la Comunidad Valenciana decidió aprobar una ley que iba aún más lejos en 2010. Exigía que las mujeres que solicitaran un aborto en 2010 fueran informadas de las consecuencias éticas de su decisión mediante información visual sobre el proceso de formación de la vida y lo que implicaba un aborto. También se pidió al personal médico que ofreciera a las mujeres de la Comunidad Valenciana que deseaban abortar la opción de realizarse una ecografía 3D del feto.

### Mariano Rajoy (2011-2018)
Durante el gobierno de Mariano Rajoy, casi toda la información sobre anticonceptivos de última generación disponibles en el sistema sanitario público de la región fue retirada de los puntos de información sanitaria de la sanidad pública, y se dejaron de financiar políticas específicamente dirigidas a proteger la libertad y la salud sexual, poniendo en riesgo a grupos vulnerables a problemas de salud sexual y reproductiva como adolescentes y mujeres inmigrantes.
En 2012, solo había tres clínicas privadas en la región que realizaban procedimientos de IVE de alto riesgo en mujeres con hasta 22 semanas de embarazo. El gobierno regional proporcionó fondos para estos procedimientos, aunque a veces hubo retraso con el pago de los servicios que contrataban a clínicas privadas. En 2014 había nueve centros de salud públicos autorizados para realizar abortos en la región y catorce clínicas privadas autorizadas para el mismo fin. Las mujeres de la región que buscaron procedimientos de IVE en establecimientos de salud públicos en la década de 2010 y principios de 2020 a menudo se toparon con el problema de que muchos objetores de conciencia no estaban registrados. En la mayoría de estos casos eran remitidas a centros privados. En otros, los ginecólogos de la sanidad pública intentaban disuadir a las mujeres de abortar, incluso en el caso de anomalías fetales. Los ginecólogos a veces manifestaban a las mujeres vulnerables que su trabajo era dar la vida, no quitarla. Estos objetores se encontraban en las listas de hospitales donde no existían listas de objetores.

#### Viajes para abortar entre regiones
Cuando las mujeres de la provincia de Albacete acudían a la única clínica de abortos que existía la comarca en 2018, a menudo eran desafiadas por manifestantes en la clínica que a menudo llevaban carne cruda, fotografías de fetos abortados y artículos ensangrentados como rosarios. Gritaban insultos a las mujeres al entrar. Este comportamiento disuadía a algunas mujeres de acudir a la clínica, optando en cambio por intentar hacerse un aborto en centros  públicos y privados de Valencia y otras regiones cercanas. Las mujeres de Albacete también viajaban a otras provincias porque buscaban un anonimato, difícil de conseguir en una región con una población más pequeña y pocos centros de procedimientos de IVE. A veces podían llegar a recorrer más de 220 kilómetros para abortar en una clínica privada de Ciudad Real o 150 kilómetros para acudir a un centro de salud público en la provincia de Alicante. Su experiencia no era única: para el 32% de las mujeres en España que buscaban una IVE, el centro de salud público más cercano que realizaba el procedimiento estaba a más de 200 kilómetros de distancia.

#### Las reformas propuestas por Ruiz Gallardón en 2014 y la respuesta feminista
En diciembre de 2013, el Consejo de Ministros de España, dirigido por el Partido Popular, aprobó un proyecto de ley denominado Ley Orgánica de Protección de los Derechos del Concebido y la Mujer Embarazada. Este proeyecto de ley representaba un retroceso de los derechos de las mujeres en España respecto al aborto, con la intención de dar marcha atrás a las reformas de la ley del aborto de 2010. El esfuerzo por cambiar la ley fue impulsado en gran medida por el ministro de Justicia, Alberto Ruiz-Gallardón. El proyecto de ley permitía el aborto en determinadas circunstancias, como que una mujer hubiera sido violada, hasta la semana dieciséis de embarazo, o si hubiera "menoscabo importante y duradero" para la salud física o mental de la mujer o del feto, hasta semana veintidós del embarazo, con al menos tres profesionales médicos firmando el menoscabo importante y duradero procedentes de centros de salud distintos al que acudió inicialmente la mujer. Incluso entonces, en el proyecto de ley se indicaba que si las mujeres recibían ese diagnóstico sobre su salud de su médico y de otros dos de los centros de salud que tenían que visitar para la evaluación, tenían que recibir también información verbal sobre las alternativas al aborto y esperar siete días antes de que pudiera completarse el procedimiento. En aquel momento, el tiempo de espera para la meditación era de tres días. El proyecto de ley también estipulaba que las menores debían obtener el consentimiento de sus padres o tutores legales antes de someterse a un aborto. Además permitía el procesamiento penal de mujeres que tuvieran abortos que no cumplieran con estos requisitos, y señalaba que los médicos que realizaran abortos fuera de los nuevos requisitos legales podrían recibir penas de prisión de uno a ocho años. También prohibía a cualquier centro médico anunciar servicios o procedimientos de IVE.
Las feministas de la Comunidad Valenciana se movilizaron en 2013 y 2014 en respuesta a los cambios propuestos en la ley del aborto por Alberto Ruiz Gallardón.En octubre de 2013, un grupo de feministas se manifestaron en la Plaza de la Virgen de Valencia para protestar contra la Conferencia Episcopal y condenar la propuesta de ley.El uno de febrero de 2014, se puso en  marcha  la iniciativa del tren de la libertad en apoyo del derecho al aborto que viajó desde Asturias hasta Madrid, durante el trayecto se unieron personas de diferentes regiones de España, incluida la Comunidad Valenciana.De igual manera, la Coordinadora Feminista pel Dret a Decidir, una asociación por el derecho al aborto valenciana,  participó activamente en la organización de eventos a principios de la década de 2010.
Ruiz-Gallardón finalmente se vio obligado a dimitir de su cargo en septiembre de 2014 tras fracasar en su intento para impulsar los controvertidos cambios a las leyes de aborto de España. El cambio de ley propuesto había empoderado al PSOE y creado divisiones internas dentro de su propio partido.

#### Estadísticas
Entre 2010 y 2014, el 93,71% de los abortos en Valencia se realizaron a petición de la mujer. En 2014, el 98,02% de los 8.273 procedimientos de IVE realizados en la Comunidad Valenciana se realizaron en clínicas de IVE privadas. El porcentaje de mujeres migrantes que abortaron en la región en 2014 estuvo por debajo del cincuenta por ciento, representando el 19,86% del total ese año.
De los abortos que se realizaron en la región en 2014, según la provincia, el 47,54% eran de residentes en Valencia, el 44,02% residían en Alicante, y el 8,44% en Castellón.
| Año  | Lugar                | Total de establecimientos de salud públicos autorizados que realizan trámites de IVE | Total de clínicas privadas IVE autorizadas                | Total de centros de aborto | Ref     |
| ---- | -------------------- | ------------------------------------------------------------------------------------ | --------------------------------------------------------- | -------------------------- | ------- |
| 2012 | Comunidad Valenciana |                                                                                      | 3 para procedimientos IVE de alto riesgo hasta 22 semanas |                            | [ 109 ] |
| 2014 | Comunidad Valenciana | 9                                                                                    | 14                                                        | 23                         | [ 110 ] |

| CCAA                    | Total | País Vasco | Castilla y León | Andalucía | Valencia | Madrid | Cataluña | Navarra | ref     |
| ----------------------- | ----- | ---------- | --------------- | --------- | -------- | ------ | -------- | ------- | ------- |
| Trámites IVE totales    | 94796 | 3390       | 2615            | 18032     | 9273     | 16537  | 18181    | 901     | [ 111 ] |
| Dilatación y evacuación | 11073 | 86         | 2274            | 115       | 1102     | 3721   | 610      | 25      | [ 111 ] |
| Dilatación y aspiración | 68074 | 1615       | 518             | 16305     | 5701     | 12185  | 10184    | 533     | [ 111 ] |
| Midepristona            | 15768 | 1665       | 131             | 1102      | 1869     | 173    | 7045     | 314     | [ 111 ] |
| Prostaglandinas         | 13484 | 1375       | 31              | 866       | 957      | 321    | 7146     | 330     | [ 111 ] |
| Otro método/desconocido | 1412  | 43         | 11              | 476       | 207      | 150    | 218      | 7       | [ 111 ] |

| Año            | 2022  | 2021  | 2020  | 2019  | 2018  | 2017  | 2016  | 2015  | 2014  | Ref            |
| -------------- | ----- | ----- | ----- | ----- | ----- | ----- | ----- | ----- | ----- | -------------- |
| C. Valenciana  | 9.66  | 9.02  | 8.38  | 9.47  | 9.17  | 8.06  | 7.87  | 7.85  | 8.67  | [ 22 ] [ 112 ] |
| Total (España) | 11.68 | 10.70 | 10.33 | 11.53 | 11.12 | 10.51 | 10.36 | 10.40 | 10.46 | [ 22 ]         |

| Parte del mundo           | País Vasco | Castilla y León | Andalucía | Comunidad Valenciana | Madrid | Cataluña | Navarra | ref     |
| ------------------------- | ---------- | --------------- | --------- | -------------------- | ------ | -------- | ------- | ------- |
| Abortos totales           | 3390       | 2615            | 18032     | 8273                 | 16537  | 18181    | 901     | [ 107 ] |
| Europea                   | 2185       | 2236            | 15402     | 6630                 | 9411   | 11790    | 557     | [ 107 ] |
| España                    | 2000       | 1949            | 13504     | 5633                 | 7570   | 10538    | 467     | [ 107 ] |
| Resto de Unión Europa     | 162        | 281             | 1695      | 829                  | 1670   | 975      | 75      | [ 107 ] |
| Resto de Europa           | 23         | 6               | 203       | 168                  | 171    | 277      | 15      | [ 107 ] |
| África                    | 283        | 62              | 1047      | 327                  | 684    | 1305     | 45      | [ 107 ] |
| Norte de África           | 118        | 50              | 829       | 253                  | 367    | 970      | 24      | [ 107 ] |
| África Subsahariana       | 165        | 12              | 218       | 74                   | 317    | 335      | 21      | [ 107 ] |
| Resto de África           | 0          | 0               | 0         | 0                    | 0      | 0        | 0       | [ 107 ] |
| Las Americas              | 844        | 292             | 1331      | 1100                 | 5681   | 4224     | 280     | [ 107 ] |
| Norteamericana            | 7          | 3               | 13        | 6                    | 54     | 63       | 2       | [ 107 ] |
| Centroamérica y el Caribe | 185        | 84              | 177       | 106                  | 1100   | 980      | 59      | [ 107 ] |
| Sudamericana              | 652        | 205             | 1140      | 988                  | 4527   | 3181     | 219     | [ 107 ] |
| Resto de las Américas     | 0          | 0               | 1         | 0                    | 0      | 0        | 0       | [ 107 ] |
| Asia                      | 75         | 25              | 251       | 215                  | 761    | 843      | 19      | [ 107 ] |
| Oceanía                   | 0          | 0               | 1         | 1                    | 0      | 4        | 0       | [ 107 ] |
| Desconocida               | 3          | 0               | 0         | 0                    | 0      | 15       | 0       | [ 107 ] |

### Pedro Sánchez (2018- )
La mayoría de mujeres de las provincias de Cuenca, Guadalajara y Toledo que tuvieron que desplazarse a otra provincia o región para abortar en 2021, acudieron a una clínica privada de la Comunidad Valenciana u otra región limítrofe.
En respuesta a la pandemia de covid-19, la Generalitat Valenciana cambió los procedimientos sanitarios para exigir que tanto las mujeres que se sometieran a abortos quirúrgicos como las que estuvieran dando a luz lo hicieran solas como parte de sus procedimientos para prevenir la propagación del covid. Las matronas denunciaron a la Generalitat Valenciana el 4 de abril de 2020 por ello. Unos días después, el gobierno regional anuló la peor de esas restricciones.
La Comunidad Valenciana empezó a financiar la anestesia general durante los procedimientos de la IVE el 24 de octubre de 2022. En 2023, el protocolo permitía a las mujeres solicitar sedación para un aborto quirúrgico, independientemente de dónde se realice la IVE. Como resultado, todas las clínicas privadas de la región debían  proporcionar sedación para poder operar legalmente. En enero de 2023, la Consejería de Sanidad de la Comunidad Valenciana publicó su revisión y protocolos de interrupción voluntaria del embarazo. Uno de los propósitos al hacer la revisión fue aumentar el número de mujeres con acceso a financiación pública para los servicios de aborto y garantizar la gratuidad de la sedación para los abortos quirúrgicos, incluso cuando se realicen en clínicas privadas subvencionadas por la sanidad pública.
En 2023, la región contaba con 81 Centros de Salud Sexual y Reproductiva (CSSR). Estos centros de salud pública brindaban una serie de servicios, entre los que se incluían la recomendación y el suministro de anticonceptivos, la provisión de información sobre cómo obtener una IVE y el tipo de IVE más apropiado, y ofrecían atención y seguimiento a las mujeres  que se habían sometido a un aborto. La mayoría de las mujeres que acudían al CSSR preferían continuar en la sanidad pública, pero como no había suficientes centros que realizaran procedimientos de IVE, muchas eran remitidas a clínicas privadas. En 2023, el protocolo anticonceptivo de la Comunidad Valenciana consistía en animar a las mujeres a utilizar un método más duradero, como un DIU o un implante, en lugar de píldoras anticonceptivas o condones. El protocolo para el aborto quirúrgico en la Comunidad Valenciana significaba que inmediatamente después de la intervención se insertara un DIU, si con ello se favorecía el bienestar de la mujer.

#### Impacto de las reformas de la ley nacional del aborto de 2022 en la Comunidad Valenciana
La enmienda a la ley del aborto en 2022 permitió específicamente a las regiones con otras lenguas cooficiales ofrecer información a las mujeres en estas lenguas.
El Ministerio de Igualdad de España envió una carta al gobierno regional en mayo de 2023 para recordarles que los cambios en la ley del aborto en febrero de 2022 significaron que todos los hospitales públicos debían tener médicos que estuvieran dispuestos a realizar un aborto y que sus unidades de ginecología en estos hospitales no podían contar únicamente con objetores de conciencia. El Ministerio de Igualdad comunicó al Gobierno regional que, si era necesario, contrataran médicos que realizaran procedimientos de interrupción voluntaria del embarazo, si no hubiera ninguno en plantilla. La ley establecía que se garantizaba a las mujeres el acceso a servicios de aborto, hasta la semana catorce, en un centro de salud público cercano a su hogar.
Del 2 de marzo de 2022 al 10 de abril de 2022, la asociación católica 40 días para la vida organizó eventos en el exterior de los centros de salud que realizaban interrupciones voluntarias del embarazo en ciudades de toda España, incluidas Valencia y Castellón. Lo hicieron a pesar de un cambio en el Código Penal aprobado el 3 de febrero de 2022 que castigaba a las personas que acosaban a las mujeres que solicitaban servicios para abortar. El castigo por acosar a las mujeres en esta nueva ley incluía penas de prisión.

#### Estadísticas
En 2019, la tasa de interrupciones voluntarias del embarazo por cada 1.000 mujeres residentes de 15 a 44 años en la región fue de 9,47. El año anterior, en 2018, la tasa fue del 9,17. La media nacional en España en 2019 fue de 11,53 y en 2018 de 11,12. En 2021 se produjeron 8.099 trámites de IVE en la Comunidad Valenciana. En 2021 se realizaron más interrupciones voluntarias de embarazos en clínicas privadas de la región que en públicas. Esto reflejó tendencias nacionales más amplias. Sólo el 8,5% de los abortos en la región ese año se realizaron en establecimientos de salud públicos. En 2022, nueve de cada diez abortos se realizaron en clínicas privadas. En 2021, el 70% de las mujeres residentes en la Comunidad Valenciana acudieron por primera vez a la sanidad pública cuando quisieron abortar. A pesar de esto, sólo una de cada diez de estas mujeres eventualmente se sometería a un procedimiento en la sanidad pública. Al final, el 90% de estas mujeres serían remitidas a clínicas privadas de la IVE que tenían alianzas con el servicio de salud regional. En 2021, alrededor del 70% de los abortos realizados en la región fueron pagados con fondos públicos. En 2022, hubo 9,66 interrupciones voluntarias del embarazo por cada 1.000 mujeres en la región, cifra más baja al promedio nacional de 11,68 por cada 1.000 mujeres.En 2022 se produjeron 953 interrupciones voluntarias del embarazo en mujeres menores de 20 años.
| Año  | Residentes de la Comunidad Valenciana que solicitaron la interrupción voluntaria del embarazo | Residentes no comunitarios valencianos que solicitaron la interrupción voluntaria del embarazo en Valencia | Total | Abortos totales de residentes de la Comunidad Valenciana en otras regiones de España | Ref     |
| ---- | --------------------------------------------------------------------------------------------- | --- | ----- | ------------------------------------------------------------------------------------ | ------- |
| 2017 | 8.349                                                                                         | 158 | 8.507 | 112                                                                                  | [ 124 ] |
| 2018 | 8.166                                                                                         | 135 | 8.301 | 72                                                                                   | [ 124 ] |
| 2019 | 8.413                                                                                         | 151 | 8.564 | 41                                                                                   | [ 124 ] |
| 2020 | 7.432                                                                                         | 108 | 7.540 | 48                                                                                   | [ 124 ] |
| 2021 | 7.937                                                                                         | 120 | 8.057 | 42                                                                                   | [ 124 ] |

| Año  | # de aprobaciones | # de negaciones | ref   |
| ---- | ----------------- | --------------- | ----- |
| 2018 | 70                | 2               | [ 4 ] |
| 2019 | 59                | 1               | [ 4 ] |
| 2020 | 59                | 2               | [ 4 ] |
| 2021 | 38                | 5               | [ 4 ] |

| región               | % of denials | % of approvals | Ref   |
| -------------------- | ------------ | -------------- | ----- |
| Galicia              | 25.0         | 75.0           | [ 4 ] |
| Murcia               | 22.2         | 77.8           | [ 4 ] |
| Cataluña             | 18.2         | 81.8           | [ 4 ] |
| Extremadura          | 16.7         | 83.3           | [ 4 ] |
| Madrid               | 14.6         | 85.4           | [ 4 ] |
| Canary Islands       | 9.1          | 90.9           | [ 4 ] |
| Andalucía            | 8.6          | 91.4           | [ 4 ] |
| Comunidad Valenciana | 3.3          | 96.7           | [ 4 ] |
| La Rioja             | 0.0          | 100.0          | [ 4 ] |

| Año  | Lugar                  | Total de establecimientos de salud públicos autorizados que realizan trámites de IVE     | Total de clínicas privadas IVE autorizadas | Total de centros de aborto | Ref     |
| ---- | ---------------------- | ---------------------------------------------------------------------------------------- | ------------------------------------------ | -------------------------- | ------- |
| 2019 | Provincia de Castellón | 0                                                                                        |                                            |                            | [ 125 ] |
| 2019 | Provincias of Valencia | 3 por libre elección hasta inicio del segundo trimestre / 0 después del primer trimestre |                                            |                            | [ 125 ] |
| 2019 | Comunidad Valenciana   | 3 por libre elección hasta inicio del segundo trimestre                                  |                                            |                            | [ 125 ] |
| 2022 | Provincia de Alicante  |                                                                                          | 3 al menos                                 |                            | [ 126 ] |
| 2022 | Provincia de Castellón |                                                                                          | 1 al menos                                 |                            | [ 126 ] |

## Provincias de la Comunidad Valenciana

### Provincia de Alicante
Entre 1988 y 2018, el gobierno regional informó anualmente al Ministerio de Sanidad de que se había realizado al menos un procedimiento de IVE en la provincia. En 2019, ningún hospital de salud pública en la provincia había realizado abortos.
A partir de 2003 y hasta al menos 2007, hubo solo una clínica de abortos privada en Alicante que ofrecía IVE gratuitas después de que las mujeres fueran remitidas allí desde centros de salud públicos.La sanidad pública de Valencia cubrió el coste de los procedimientos de IVE en clínicas privadas en 2005, pero una disputa por el impago por parte de una clínica de Alicante dejó a las mujeres de la provincia sin una opción financiada con fondos públicos durante un tiempo.
En 2005, había un centro privado en la provincia que prestaba servicios de aborto durante el segundo trimestre.El Hospital General Universitario Marina Alta (Denia), el Hospital del S.V.S. Vega Baja y el Hospital Marina Baixa fueron los tres centros de salud públicos que prestaron servicios de aborto en Alicante en 2005. El Instituto Ginetec, Aquarium, Clínica Ginecológica de Levante (Alicante), Hospital Espai de Salut Aquarium Maternidad, Clínica Ginecológica de Levante (Elche) y Mediterranean Medical fueron las clínicas privadas autorizadas en la Provincia de Alicante en 2005.
Las mujeres que solicitaban una IVE en Albacete y deseaban el anonimato tenían que viajar a más de 220 kilómetros para abortar en una clínica privada de Ciudad Real o 150 kilómetros para acudir a un centro de salud público de Alicante. Su experiencia no era única: para el 32% de las mujeres en España que buscan una IVE, el centro de salud público más cercano que realiza el procedimiento estaba a más de 200 kilómetros de distancia.

### Provincia de Castellón
Entre 1988 y 2018, cada año el gobierno provisional de Castellón informaba al Ministerio de Sanidad de España de que al menos se había realzado un procedimiento de IVE en la provincia.
A partir de 2003 y hasta al menos 2007, no hubo clínicas privadas de aborto en Castellón que ofrecieran IVE gratuitas después de que las mujeres fueran remitidas allí desde centros de salud públicos. En 2005, no hubo ningún establecimiento en la provincia que prestara servicios de aborto durante el segundo trimestre. Ese año, antes de que una mujer en Castellón pudiera conseguir una subvención de la sanidad pública para un aborto en un hospital público, debía hacerse una ecografía en un centro de salud público y recibir una consulta en el área de salud mental del hospital que hacía la ecografía. Aproximadamente una semana después tenían que regresar  para conseguir los trámites de la consulta de IVE y llevarlos a la clínica. Durante esta visita, tenía que someterse a una entrevista con un psiquiatra que, en última instancia, era la autoridad para la aprobación final. Todo el proceso, de principio a fin, a veces podía superar los veinte días. Si el tiempo de espera era excesivo, las mujeres eran remitidas a clínicas privadas. Debido a las largas esperas, muchas mujeres optaron por acudir directamente a clínicas privadas y pagar el coste de su propio bolsillo.En 2019, no hubo hospitales de sanidad pública en Castellón que realizaran abortos.

### Provincia de Valencia
Entre 1988 y 2018, cada año el gobierno  de Valencia informó al Ministerio de Sanidad de España que allí se había realizado al menos un procedimiento de IVE.
A partir de 2003 y hasta al menos 2007, no hubo clínicas privadas en la provincia de Valencia que ofrecieran IVE gratuitas después de que las mujeres fueran remitidas allí desde centros de salud públicos. En 2005, hubo un centro en la provincia que ofrecía servicios de aborto durante el segundo trimestre.

## Centros
Los proveedores de servicios de aborto en Valencia son lugares donde las mujeres de la Comunidad Valenciana pueden realizar procedimientos de aborto. Estas instalaciones incluyen tanto hospitales públicos como clínicas privadas. El aborto es legal en España y está cubierto por el Servicio Nacional de Salud de España, pero cada región gestiona sus propios servicios de aborto a través de su consejería de salud local y servicio de salud pública.
El número total de abortos ha fluctuado a lo largo del tiempo, incluyendo el número total, el tipo y el número que brinda servicios específicos como el aborto por elección libre durante el primer trimestre o los procedimientos de la IVE durante el segundo trimestre.Por ejemplo, el número total de hospitales públicos que prestaban servicios de aborto era nueve en 2014, pero se había reducido a seis en 2019. Parte de esto se vio afectado con el tiempo por las prioridades del gobierno de la Comunidad Valenciana, en términos de elegir financiar procedimientos de IVE en hospitales públicos frente a clínicas privadas. La financiación pública del aborto en clínicas privadas creó un vínculo complicado entre los hospitales públicos y los que proporcionaban abortos privados.
Un problema que enfrentaron las mujeres de la Comunidad Valenciana que intentaban abortar en hospitales públicos en la década de 2010 y principios de la de 2020 fue que muchas se toparon con objetores de conciencia que no habían registrado este estatus. Esto creó problemas para el acceso al aborto para las mujeres, ya que algunos de estos médicos luego las transfirieron a centros de salud privados, se negaron a derivarlas a instalaciones privadas y, en algunos casos, intentaron disuadirlas activamente de someterse a un aborto. Este y otros problemas crearon diferencias en el acceso a los hospitales públicos. Los procedimientos de IVE según la provincia fueron: Castellón no tenía hospitales públicos que ofrecieran ninguna opción en 2019, mientras que Valencia tenía tres hospitales públicos donde se realizaban abortos.
La Agencia Valenciana de Salud tenía acuerdos con clínicas privadas a las que pagaban los abortos de mujeres de la región a finales de los años 80 y principios de los 2000. Para las mujeres que se sometían a abortos quirúrgicos, la financiación pública no incluyó la anestesia general hasta 2022. El gobierno regional financió abortos en tres clínicas privadas en 2012 para abortos realizados hasta la semana 22, aunque a veces se retrasaron en el pago de los servicios para los que contrataron clínicas privadas.